# Clive Dunn
Clive Robert Benjamin Dunn OBE, ismertebb nevén Clive Dunn (London, 1920. január 9. – Faro, 2012. november 6.) brit humorista, színész, énekes.
Legismertebb szerepe az idős Lance tizedes a hatalmas népszerűségnek örvendő Az ükhadsereg című sorozatban.

## Pályafutása
Az 1930-as évek végén színészi karrierjét a második világháború szakította meg, ahol katonaként szolgált. 1941-ben az ezred, ahol Clive Dunn harcolt, megadta magát, Dunn pedig a következő négy évben hadifogoly volt Ausztriában.
2012. [november 6-án halt meg Faróban, Portugáliában.

## Diszkográfia

### Album
- 1970: Grandad Requests „Permission to Sing Sir“

### Kislemezek
- Such a Beauty / Too Old , Parlophone, 1962
- "Grandad" / "I Play the Spoons", Columbia, 1970 (reached No. 1 in the UK in January 1971)
- "My Lady (Nana)" / "Tissue Paper & Comb", Columbia, 1971
- "Wonderful Lilly" / "Pretty Little Song", Columbia, 1972
- "Let's Take A Walk" / "Tell Us", Columbia, 1972
- "Our Song" / "She's Gone", EMI, 1973
- "Grandad" / "My Lady (Nana)" (reissue), EMI, 1973
- "My Old Man" / "My Own Special Girl", EMI, 1974
- "Holding On" / "My Beautiful England", Reprise, 1976
- "Goodnight Ruby" / "Thank You and Goodnight", Decca, 1977
- "Thinking of You This Christmas" / "'Arry 'Arry 'Arry", Sky Records, 1978
- "There Ain't Much Change From A Pound These Days" / "After All These Years" (with John Le Mesurier), KA Records, 1982
- "Grandad" (reissue) / "There's No-One Quite Like Grandma", EMI, 1988